# Sede da Fazenda Três Pedras
A antiga sede da Fazenda Três Pedras é uma residência rural fundada no final do século XIX. Foi tombada pelo Condephaat (Conselho de Defesa do Patrimônio Histórico) no dia primeiro de abril de 1982 e está localizada no distrito de Joaquim Egídio na cidade de Campinas (SP).

## Histórico
Anteriormente pertencia ao Engenho de Nossa Senhora da Conceição do Sertão, de propriedade do capitão-mor agregado, Floriano de Camargo Penteado e que por ele foi desmembrada na Fazenda Três Pedras. Com a sua morte, as terras foram divididas entre seus herdeiros, cabendo a seu neto, Joaquim Floriano N. de Camargo, a Fazenda Três Pedras.
Ficou em posse dos herdeiros de Floriano de Camargo Penteado até a década de 1960. Em 1962 foi adquirida por Olavo Sacchi que executou um longo processo de recuperação.
Em 2005, a residência passou por reformas com o intuito de modernizar a edificação para adapta-la a vida moderna. Apesar das mudanças, as alterações seguiram as Leis de Proteção ao Patrimônio com a finalidade de conservar o patrimônio.

## Conjunto Arquitetônico

### Casa Sede
O casarão foi construído em 1871, é uma edificação assobradada feita de alvenaria de tijolos cozidos, taipa de pilão e pedras. Suas paredes de pau a pique foram substituídas sem alterar a planta original e sua fachada é composta por duas varandas sobrepostas, com colunas apresentando diâmetros diferentes em cada pavimento. Também possui um muro que servia para separar a casa das áreas do terreiro de café, senzala, pomar e pátio para estacionamento de animais e carruagens.

### Casa dos Colonos
As casas dos colonos eram localizadas fora do quadrilátero de edificações comum às fazendas cafeeiras.

### Terreiros
Os terreiros desativados da Fazenda Três Pedras foram convertidos em jardins.

### Senzalas e Casa do Administrador
A Fazenda Três Pedras possuía suas senzalas em quadra e assim como a casa do administrador, foram construídas em taipa de pilão com algumas paredes internas de pau a pique.

## Restaurações
Quando a Fazenda Três Pedras tornou-se propriedade de Olavo Sacchi, este deu início a um processo de recuperação da proprieda. Levaram oito anos para restaurar somente as edificações secundárias como o paiol, as duas tulhas de café, as duas casas de colonos, a casa de administração, a senzala e o muro ao redor da casa sede. O estado destas edificações era muito precário. Foram recuperados as telhas do muro de taipa de pilão das várias construções que fazem parte da propriedade, como o pomar, os pátios fechados em torno da casa, o remanescente das senzalas e da casa do administrador.
Para restaurar a casa sede, Olavo solicitou a ajuda técnica da Condephaat para o término da recuperação. Envolveu a remoção das partes de reboco que estavam danificadas assim como os trechos de madeira que se encontravam apodrecidas ou com insetos. As madeiras que puderam ser reaproveitadas, passaram antes por um processo imunizador. Também tiveram a preocupação de estudar e descobrir as pinturas originais tanto da área interna como externa.
Em 2005, o conjunto arquitetônico da Fazenda Três Pedras passou por uma nova reforma, respeitando as Leis de Proteção ao Patrimônio, mas adequando às necessidades modernas, como mais instalações sanitárias, e possibilitando que as edificações pudessem ser utilizadas para outras funções. Assim, a antiga casa do feitor tornou-se uma sala de ginástica e a antiga senzala foi adaptada para ser uma casa de hóspedes.